# Bomboli
Bomboli (auch Bombongo) ist eine Bantusprache, die von circa 2500 Menschen (Zensus 1986) in der Demokratischen Republik Kongo gesprochen wird. 
Sie ist in der Provinz Sud-Ubangi nördlich der Stadt Bomongi verbreitet.
Bomboli ist eng mit den Sprachen Bozaba und Lobala verwandt, diese können von den Bomboli-Sprechern jedoch nur verstanden, nicht aber gesprochen werden. Als Handelssprache wird Lingála genutzt.

## Klassifikation
Bomboli bildet mit den Sprachen Bamwe, Bangi, Boko, Bolia, Bolondi, Bomboma, Bozaba, Dzando, Lobala, Mabaale, Moi, Ntomba, Sakata, Sengele und Yamongeri die Bangi-Ntomba-Gruppe und gehört zur Guthrie-Zone C40.